# Török Máté
Török Máté (Budapest, 1978. április 6. –) Kossuth- és Liszt Ferenc-díjas előadóművész. Fotográfus. A Misztrál együttes egyik alapító tagja.

## Élete és pályafutása
Budapesten, Óbudán nevelkedett. Édesapja dr. Török Sándor mérnök-tanár, édesanyja dr. Matits Ágnes közgazdász, matematikus. Egy lánytestvére van.
1985-től a Frankel Leó (később Újlaki) Általános Iskola, majd 1993-tól az Óbudai Árpád Gimnázium speciális matematika szakos diákja volt. A Járdányi Pál Zeneiskolában 14 évig Metzger Magda tanítványa volt cselló tanszakon. Zenei, fotográfusi és grafikus végzettsége mellett az ELTE Természettudományi Karán szerzett MSc-diplomát matematika szakon 2002-ben.
Egyetemi évei alatt az Erkel Ferenc Zeneiskola jazzének szakán tanult Lakatos Ágnesnél és Hunyadi Lászlónál. Ebben az időszakban a Dévai Nagy Kamilla vezette Krónikás Zenedében is tanult – többek között – Huzella Pétertől, Radványi Balázstól és Wacha Imrétől.
Verséneklőként a Kossuth-, Liszt Ferenc- és Magyar Örökség-díjas Misztrál együttes egyik tagja, zeneszerzője, melyet Heinczinger Miklóssal és Tóbisz Tinelli Tamással alapítottak 1997-ben.
2004 és 2012 között az Országos Széchényi Könyvtár, 2012 és 2017 között a Magyar Művészeti Akadémia Titkárságának és az MMA Kiadó munkatársa. 
2020-ban a Magyar Művészeti Akadémia Művészeti Ösztöndíjprogramjának ösztöndíjasa lett Film- és Fotóművészeti kategóriában. 
Dokumentarista, Corvina és portréfotói számos könyvben és kiállításon megjelennek 2010 óta. A verséneklő és énekmondók portrésorozata az ösztöndíjas időszak alatt készült, melyből könyv is született Versénekmondó címen. Cianotípiáiból több kiállítás nyílt Budapesten, Nagymaroson és Erdélyben.
A Magyar Pálos Rend ismeretterjesztő kiadványainak arculati felelőse, tervezője, pálos konfráter.

## Magánélete
Nős, három gyermeke van.

## Lemezek, könyvek
- A Misztrál együttes lemezei (1997-)
- A dallá vált szavak (2014) – könyv (kiadó: Kairosz kiadó) – Miért hiszek? sorozat – Török Mátéval beszélget Molnár Pál
- Török Máté: Napforduló (2017) – zenei album (kiadó: MACs Kft.)
- Török Máté: Versénekmondó (2023) – könyv (kiadó: Országos Széchényi Könyvtár, Hagyományok Háza)

## Tipográfiai munkák, kiállítás arculat

### Kiállítás arculat
- Pálosaink, a fehér barátok (2014) – pálos kiállítás Pécsett
- Pálosan szép az élet (2019-2020) – pálos kiállítóbusz
- Az idő arcai (2024) – Kiállítás az Országos Széchényi Könyvtárban

### Könyvtervezés
- Török Máté: Versénekmondó (2023) – (kiadó: Országos Széchényi Könyvtár, Hagyományok Háza)
- Dávidné Bajor Ágota Boldog Özséb és a pálosok
- Bánkuti Gábor: A pálosok és Pécs
- Ondi Alex: Pálosok Budapesten
- Asperges Me... pálos évszázadok a magyar történelem tükrében
- Pálos hangok
- Pálos kalauz
- Pálosok kiállítási katalógus
- Sudár Annamária: Pálos olvasókönyv
- Rieger Tibor szobrászművész albuma
- Szabó Lilla: Bartusz György album
- Móser Zoltán album

## Díjai, elismerései
Misztrál együttessel és külön:
- Bartók Béla díj (2006, csoportos)
- Balassi Bálint emlékérem (2008)
- Fiatalok a Polgári Magyarországért díj (2010, csoportos)
- Magyar Művészetért Díj (2012, csoportos)
- Magyar Örökség díj (2016, csoportos)
- Teleki Pál Érdemérem (2017)
- Magyar Kultúráért díj (2020)
- Nagymaros Pro Urbe Emlékérem (2022)
- Liszt Ferenc-díj (2023, csoportos)
- Kossuth-díj (2024, csoportos)